# 君に会いに行こう
『君に会いに行こう』（きみにあいにゆこう）は、日本のお笑いコンビ、猿岩石の7枚目のシングル。1998年2月4日に日本コロムビアから発売。

## 解説
- エースコック「スーパーカップ1.5」CMソング。

## 収録曲
※全作詞：高井良斉（秋元康）
1. 君に会いに行こう [4:25]
  - 作曲：兼元一也　編曲：亀田誠治
2. Love letter [4:00]
  - 作曲：日比野信午　編曲：岩田雅之
3. 君に会いに行こう（オリジナル・カラオケ） [4:25]
4. Love letter（オリジナル・カラオケ） [3:59]

## 楽曲の収録アルバム
- 通信簿〜SARUGANSEKI SINGLES〜 (#1)
- GOLDEN☆BEST 白い雲のように 猿岩石 (#1)